# 뮌헨행 야간열차
《뮌헨행 야간열차》(영어: Night Train to Munich)는 영국, 미국에서 제작된 캐럴 리드 감독의 1940년 스릴러 영화이다. 마거릿 록우드 등이 출연하였고, 에드워드 블랙 등이 제작에 참여하였다.

## 출연진
- 마거릿 록우드
- 렉스 해리슨
- 폴 헨리드
- 배질 래드퍼드
- 논턴 웨인
- 휴 그리피스